# Ordre de Saint-Pierre de Cetinje

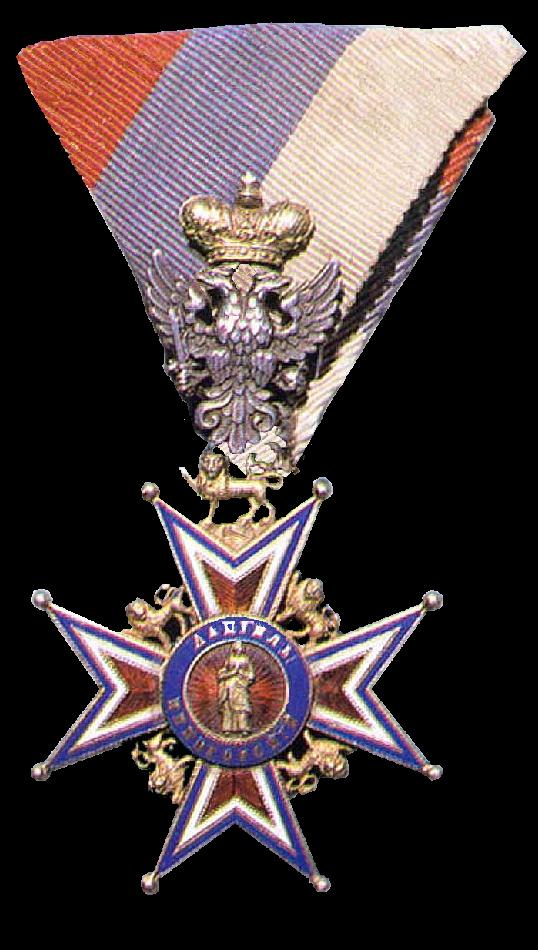
Ordre de Saint-Pierre de Cetinje

L'ordre de Saint-Pierre de Cetinje (en serbe cyrillique : Орден Светог Петра, Orden Svetog Petra) est un ordre dynastique de la maison royale Petrović-Njegoš, au Monténégro. Il fut instauré en 1869 par le roi Nikola Ier Petrović-Njegoš.

## Histoire
Selon certaines rumeurs, l'ordre aurait été créé par le prince-évêque Petar II Petrović-Njegoš. Une chose est sûre : la plupart des membres de la dynastie l'ont porté depuis, tout comme de grandes personnalités étrangères au Monténégro. Actuellement, les quatre princes et princesses de la maison royale le portent. Le nom du premier prince séculier du Monténégro, Danilo Petrović-Njegoš, est inscrit sur la décoration. 
L'ordre fut nommé d'après le saint-patron de l'Église orthodoxe monténégrine, Petar I Petrović-Njegoš, qui permit au pays d'acquérir une aura internationale et à qui l'on attribue la création du Monténégro en tant qu'État moderne.
L'ordre est constitué d'une classe unique et est habituellement réservé aux membres de la famille Petrović-Njegoš. L'attribution à des personnalités étrangères relève de circonstances exceptionnelles.

## Officiers
- Grand maître, Nikola Petrović-Njegoš
- Vice-grand maître, Boris Petrović-Njegoš
- Grand chancelier, Boris, prince héréditaire du Monténégro (2012)[1]
- Registraire
- Grand préfet

## Grade
- Chevalier/Dame grand-croix (classe unique)

## Récipiendaires vivants
- S. A. R. le prince Nikola Petrović-Njegoš
- S. A. R. le prince héritier Boris Petrović-Njegoš
- S. A. R. Princesse Véronique de Monténégro
- S. A. la princesse Milena de Monténégro
- S. A. R. la princesse Altinaï de Monténégro
- S. A. S. le prince Dimitri de Russie
- S. A. R. le prince Vittorio Emanuele de Naples
- S. A. R. la princess Marina de Naples
- S. A. R. le prince Emanuele Filiberto de Venise
- S. E. John Gvozdenovic Kennedy